# (55543) Nemeghaire
(55543) Nemeghaire (2001 XN16) – planetoida z pasa głównego asteroid okrążająca Słońce w ciągu 4,41 lat w średniej odległości 2,69 j.a. Odkryta 8 grudnia 2001 roku.